# Alexanderstraße 27 (Darmstadt)
Das Haus Alexanderstraße 27 (ehemals: Ballonplatz 4) ist ein Bauwerk in Darmstadt.

## Geschichte und Beschreibung
Das Haus Alexanderstraße 27 wurde um das Jahr 1590 erbaut.
Eigentümer des Gebäudes war lange der Reichsmilitärfiskus, der es als Militäreinrichtung nutzte:
- Infanterie-Kaserne (1873)
- Militär-Hospital (1870, 1871, 1873)
- Garnisons-Lazarett Darmstadt (1878, 1880, 1882, 1883, 1885, 1886, 1887, 1889, 1890, 1900, 1910, 1914, 1915, 1916, 1917, 1918)

Nach der nationalsozialistischen Gleichschaltung 1933 hatten die NSV-Ortsgruppe Jägertor, NSV-Ortsgruppe Mitte, NSV-Kindergarten, BDM-Gau Starkenburg, NSDAP-Ortsgruppe Mitte, NSDAP-Ortsgruppe Jägertor ihren Sitz in der Alexanderstrasse 27. Die Eigentümer wurden enteignet.
Im Zweiten Weltkrieg wurde das Gebäude stark beschädigt. Nach dem Krieg wurde das Haus mit nachempfundenem Renaissancegiebel wiederaufgebaut. Die Fenstereinteilung im Erdgeschoss und im 1. Obergeschoss entspricht nicht dem historischen Vorbild.

## Denkmalschutz
Das Haus Alexanderstraße 27 – aus der ersten Alte-Vorstadt-Bauphase – ist ein typisches Beispiel für den Renaissancebaustil in Darmstadt.
Aus architektonischen und stadtgeschichtlichen Gründen gilt das Gebäude als Kulturdenkmal.

## Das Haus heute
Heute beherbergt das Gebäude Geschäftsräume und Wohnungen. Die Studentenverbindung KDStV Nassovia Darmstadt konnte das Gebäude 1958 erwerben und führte eine umfassande Sanierung und Neubau im Innenhof durch.